# ゲオールギイ・ベリーエフ

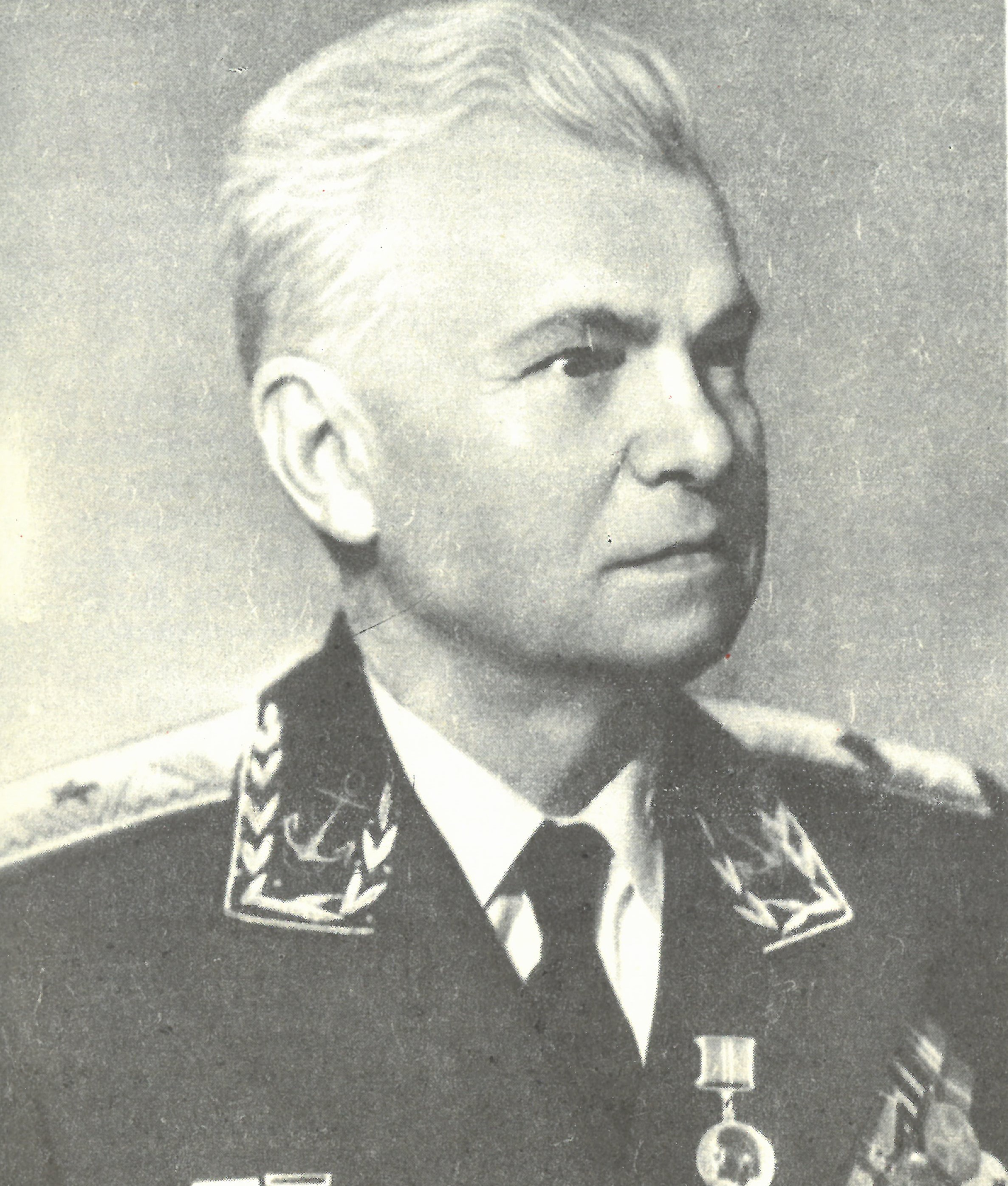
ゲオールギイ・ベリーエフ

ゲオールギイ・ミハーイロヴィチ・ベリーエフ（ロシア語: Георгий Михайлович Бериев ギオールギイ・ミハーイロヴィチ・ビリーイェフ、1903年2月13日 - 1979年7月14日)は、ソビエト連邦の航空機設計者。1931年に工学博士となり、また技術部門の赤軍少将でもあった。また、1929年からソビエト連邦共産党の党員となった。彼は元々はベリアシュヴィリ(グルジア語: ბერიაშვილი、ロシア語: Бериашвили)というグルジア人の姓を持っていたが、のちにロシア人風のベリーエフに改姓した。
なお、彼の姓を冠した設計局は日本語では「ベリエフ」と表記されることも多い。

## 経歴
ベリーエフこと、ギオルギ・ミハエリス・ジェ・ベリアシュヴィリ（გიორგი მიხეილის ძე ბერიაშვილი）は、ユリウス暦1903年1月31日(グレゴリオ暦1903年2月13日)に当時のロシア帝国領であったグルジアの首都チフリス(現トビリシ)で生を受けた。
1930年にカリーニン記念レニングラード工学大学を卒業後、彼は1934年から1968年までソ連の試験設計局を率いた。そこにおいて彼は、水上機(MBR-2、MP-1、MDR-5、MBR-7、Be-6)、ジェット飛行艇(R-1、R-2、Be-10、A-40)、水陸両用機(Be-8、Be-12)、艦載射出用航空機(Be-2、Be-4)、陸上旅客機(Be-30)を設計した。彼の創設したベリーエフ設計局(ОКБ им. Г.М.Бериева)は世界を代表する飛行艇メーカーとなった。
引退後はモスクワに移り、1979年に死亡した。

## 受賞
1947年にBe-6設計の功績により、スターリン賞を受賞した。1968年にはBe-12設計により、ソビエト連邦国家賞を受賞の他、それぞれ二度のレーニン勲章と労働赤旗勲章を受賞した。